# Список послів Німеччини в Китаї
Посол Німеччини в Китаї — офіцер Міністерства закордонних справ Німеччини та глава Посольства Федеративної Республіки Німеччина y Китайській Народній Республіці. Посада має ранг і статус надзвичайного і повноважного посла і наразі її обіймає Патриція Флор. Федеративна Республіка Німеччина і КНР мають дипломатичні відносини з 1972 року, тоді як Німецька Демократична Республіка мала відносини з КНР з 25 жовтня 1949 року. Неофіційне представництво на Тайвані з 2000 року здійснює Німецький Інститут Тайбей.

## Офісні власники

### Німецькі міністри в Китаї, 1873—1931
| Діючий                                                          | Початок терміну | Кінець терміну     |
| --------------------------------------------------------------- | --------------- | ------------------ |
| Макс фон Брандт                                                 | 1873 рік        | 1893 рік           |
| Густав Фрайхер Шенк цу Швайнсберг                               | 1893 рік        | 1896 рік           |
| Едмунд Фрідріх Густав фон Гейкінг                               | 1896 рік        | 1899 рік           |
| Клеменс фон Кеттелер                                            | 1899 рік        | 1900 рік           |
| Альфонс Мумм фон Шварценштейн                                   | 1900 рік        | 1905 рік           |
| Артур фон Рекс                                                  | 1906 рік        | 1911 рік           |
| Ельмерсхаус фон Гакстаузен                                      | 1911 рік        | 1914 рік           |
| Еміль Кребс (тимчасовий повірений у справах)                    | Лютий 1914 року | Березень 1914 року |
| Пауль фон Гінце                                                 | 1914 рік        | 1917 рік           |
| Відносини розірвалися після вступу Китаю в Першу світову війну. |                 |                    |
| Герберт фон Борх                                                | 1928 рік        | 1931 рік           |

### Посли Німеччини в Китаї, 1931—1945
| Діючий                                                                                                   | Початок терміну | Кінець терміну |
| --- | --------------- | -------------- |
| Оскар Траутман                                                                                           | 1931 рік        | 1938 рік       |
| Посол згадав про початок японо-китайської війни. Визнання передано реорганізованому національному уряду. |                 |                |
| Генріх Георг Штамер                                                                                      | 1941 рік        | 1942 рік       |
| Ернст Верманн                                                                                            | 1943 рік        | 1945 рік       |

### Посли Федеративної Республіки Німеччина
| Діючий                                         | Початок терміну     | Кінець терміну    |
| ---------------------------------------------- | ------------------- | ----------------- |
| Генріх Ререке (Тимчасовий повірений у справах) | 10 жовтня 1972 року | 1973 рік          |
| Рольф Фрідеман Паулс                           | 1973 рік            | 1976 рік          |
| Ервін Вікерт                                   | 1976 рік            | 1980 рік          |
| Пер Фішер                                      | 1980 рік            | 1987 рік          |
| Ганнспетер Хеллбек                             | 1987 рік            | 1992 рік          |
| Армін Фрайтаг                                  | 1992 рік            | 1995 рік          |
| Конрад Зайц                                    | 1995 рік            | 1999 рік          |
| Ганс-Крістіан Юбершер                          | 1999 рік            | 2001 рік          |
| Йоахім Брудре-Грьогер                          | 2001 рік            | 2004 рік          |
| Фолькер Штанцель                               | 2004 рік            | 2007 рік          |
| Майкл Шефер                                    | 2007 рік            | 2013 рік          |
| Мікаель Клаусс                                 | Серпень 2013 року   | Серпень 2018 року |
| Клеменс фон Ґетце                              | Вересень 2018 року  | серпень 2021 р    |
| Ян Хекер                                       | 24 серпня 2021 р    | 6 вересня 2021    |
| Франк Рюкерт (Тимчасовий повірений у справах)  | 6 вересня 2021 р    | чинний            |

### Посли Німецької Демократичної Республіки, 1949—1990
| Діючий            | Початок терміну | Кінець терміну     |
| ----------------- | --------------- | ------------------ |
| Йоганнес Кеніг    | 1950 рік        | 1955 рік           |
| Річард Гіптнер    | 1955 рік        | 1958 рік           |
| Пол Вандель       | 1958 рік        | 1961 рік           |
| Йозеф Хеген       | 1961 рік        | 1964 рік           |
| Гюнтер Корт       | 1964 рік        | 1966 рік           |
| Мартін Бірбах     | 1966 рік        | 1969 рік           |
| Густав Герцфельдт | 1969 рік        | 1973 рік           |
| Йоганн Віттік     | 1973 рік        | 1976 рік           |
| Гельмут Ліберман  | 1976 рік        | 1982 рік           |
| Рольф Бертольд    | 1982 рік        | 2 жовтня 1990 року |